# Felicissima di Todi
Felicissima (... – 12 agosto 313) è stata una donna presumibilmente vissuta tra il III e il IV secolo, che secondo il Martirologio Romano è morta come martire cristiana a Todi.

## Agiografia
Gratiliano era il figlio di una nobile famiglia che ai tempi della tetrarchia romana viveva a Falerii e il capofamiglia, Massimiliano, era un grande amico del governatore della città, Trasone. Il giovane Gratiliano, amico di san Lanno, fu iniziato da questi al vangelo e successivamente battezzato all’insaputa dei suoi, che già vivevano nel sospetto; e quando una sera egli si rifiutò di partecipare a una cerimonia in onore dei Lari fu sottoposto a interrogatorio nel quale il giovane confessò la sua nuova fede con divino fervore. I genitori rimasero sbalorditi e la loro disperazione raggiunse il massimo grado quando il Governatore fece sapere loro che era a conoscenza di tutto e li pregava di indurre il figlio a rinunciare al cristianesimo, altrimenti avrebbe dovuto procedere inesorabilmente contro di lui (era questo il tempo in cui le persecuzioni di Diocleziano infierivano contro i cristiani). Gratiliano fu arrestato, rinchiuso in carcere e poiché le sentenze per l’alta aristocrazia erano riservate all’autorità imperiale, il Governatore Trasone scrisse a questi. Intanto i genitori del giovane sedicenne riuscirono ad avere la possibilità di visitarlo in carcere e, insieme con i genitori, molti altri si avvicinarono a lui convertendosi alla religione cristiana come avvenne per Felicissima, una giovane cieca che appena battezzata da Gratiliano riacquistò la vista. L’imperatore rispose a Trasone dicendogli "…Se non sacrificherà ai grandi dei, fagli subire varie pene e mettilo a morte. Se poi consentirà agli atti del nostro culto, mandalo da Noi e gli daremo un posto dei primi alla corte…" Il Magistrato e i genitori tentarono di convincere il giovane, ma questi fu irremovibile e Trasone, essendo venuto a conoscenza del miracolo che Gratiliano aveva operato su Felicissima e considerandolo uno straordinario evento di magia, fece chiamare i due giovani e incominciò il processo. Il magistrato irato per la loro fermezza diede prima ordine ai soldati di frantumare con una pietra i denti ai due giovani e poi di condurli al supplizio. Giunti sulla riva di un torrente, tra l’antica Falerii e Falerii novi, i soldati si fermarono e i due giovani, in ginocchio, chinarono le loro giovani teste che caddero nel torrente recise dalla spada. Era il 12 agosto del 313 d.C. Il padre di Gratiliano acquistò quel terreno e vi fece costruire un sepolcro dove depose i corpi dei due giovanetti. La notizia del supplizio dei due martiri si sparse ovunque e destò molta impressione specialmente quando si seppe che i due dopo tre giorni comparvero in sogno ai genitori di Gratiliano annunciando che era stata concessa la pace alla chiesa di Dio e la morte di Trasone per ordine dell’imperatore. Il culto dei due giovani martiri nacque immediatamente e si diffuse per tutta la Tuscia con la costruzione di numerose chiese a loro dedicate. Nel 1437 Capranica chiede a Civita Castellana la sacra reliquia della Testa di Gratiliano. L’allora cardinale Paolo Cesi, amministratore e vescovo della città del santo, la donò al vescovo di Sutri e questi a Capranica. La reliquia venne posta nell’ancora esistente chiesa dedicata alla Madonna del Ruscello e il santo fu venerato e festeggiato il 12 agosto di ogni anno. Il custode di quella chiesa era un eremita e sognò più volte il santo che gli ordinava di trasferire la sua reliquia a Bassano. L’eremita così nel 1489 si mise in cammino per Bassano e arrivato nei pressi del paese, dove oggi sorge la Chiesa di S. Gratiliano, la testa uscì dall’urna e sparì fra i cespugli. L’eremita informò i bassanesi dell’accaduto i quali corsero in massa alla ricerca della reliquia che fu ritrovata risplendente come il sole, fu raccolta e posta nella chiesa parrocchiale dove ancora oggi si trova
(la narrazione si trova nei cosiddetti
Atti della Passione di San Gratiliano e Santa Felicissima). 
Non va confusa con l'omonima santa venerata a Schio, che è un corpo santo ritrovato a inizi del XVIII secolo a Roma e da lì portato nella città veneta.
Un altro corpo della santa si trova a Sorano in provincia di Grosseto paese di cui è anche co-patrona.